# 愛德華·約瑟夫·凱利
愛德華·約瑟夫·凱利（Edward Joseph Kelly）（1876年5月1日—1950年10月20日），美國政治家、民主黨人、自1933年4月17日至1947年4月15日擔任第46任芝加哥市市長，

## 早年生活
愛德華·約瑟夫·凱利1876年出生於芝加哥布里奇波特（芝加哥），父親是約瑟夫是警察，在1920年代他曾經擔任芝加哥衛生區的總工程師。在五個出身布里奇波特的芝加哥市長中，愛德華·約瑟夫·凱利是第一位來自布里奇波特的市長，

## 政治生涯

### 南方公園委員會主席
1924年3月，在南方公園委員會主席的選舉中，凱利擊敗了共和黨參選人羅伯特·R·麥考密克，當選爲南方公園委會主席，爲此他宣佈結束“查爾斯·迪恩的共和黨人時代”。在他任職期間，主持了軍人球場（美式足球球場）的竣工和開幕，這個球場由南方公園委員會運營。它成了支持民主黨的籌款組織和活動場所。

### 出任芝加哥市市長
1933年前任芝加哥市長安東·約瑟夫·賽馬克遭到暗殺之後，凱利被庫克縣民主黨推舉為民衆黨候選人，並當選爲第46任芝加哥市市長。
凱利剛出任芝加哥市市長時，正值美國陷入大蕭條時期，這期間芝加哥舉辦了爲期一年的世界博覽會以及成功地舉辦了首届美國職棒大聯盟全明星賽。
1938年12月芝加哥市第一條市内地鐵破土動工。
二戰期間，芝加哥成爲美國軍需品的重要生產基地。
1945年全美教育委員會發佈了關於芝加哥公立學校的報告，報告中對其行政管理和領導層發出了指責。爲此，美國北中部高校協會警告要撤銷對芝加哥公立高校的認證，1946年4月，作爲芝加哥市市長的凱利成立了一個咨詢委員會以解決這個問題，6月18日該委員會批准了關於改善管理芝加哥公立學校的法律建議，並要求芝加哥公立校長威廉·約翰遜以及芝加哥教育委員會全體成員辭職。凱利批准了這個建議。
在凯利任期内，隨著芝加哥交通管理局的成立，芝加哥實現了公交系統一體化。
1947年，凯利接受了庫克縣民主黨的決定，將下任市長候選人推薦給馬丁·H·肯納利，後者被認爲更具有改革意識的候選人。

## 晚年
凯利於1950年去世，享年74歲，去世後被安葬在伊利诺伊州埃文斯頓的卡爾維里公墓。